# 호리항
호리항은 충청남도 서산시 팔봉면 호리에 있는 어항이다. 2012년 4월 12일 어촌정주어항으로 지정되었다. 관리자는 서산시장이다.

## 어항구역
방파제 시점부에서 북서측 57m지점 (X:373,790.290, Y:141,811.780)에서 S2°E방향으로 59m(X:373,788. 493,Y:141,870.757)이동하고, N46°E방향으로450m (X:374,100.355,Y:142,195.167)이동하고, S44°E방향으로 70m(X:374,049.891, Y:142,243.679)이동하고, S46°W방향으로 600m(X:373,634.075, Y:141,811.132)이동하고,이점에서W방향으로 127m(X:373,634.075, Y:141,684.080) 그은선이 해안선과 맞닿는 선내의 공유수면 (48,000m2)